# Brycinus longipinnis
Brycinus longipinnis är en fiskart som först beskrevs av Günther, 1864.  Brycinus longipinnis ingår i släktet Brycinus och familjen Alestidae. IUCN kategoriserar arten globalt som livskraftig. Inga underarter finns listade.